# Sandskärhällan
Sandskärshällan is een van de eilanden van de Lule-archipel. Het eiland ligt 200 meter ten noorden van Sandskär en heeft geen oeververbinding, maar er is voor zo’n klein eiland opvallend veel bebouwing.